# Giselle Kañevsky
Giselle Andrea Kañevsky (Buenos Aires, 4 agosto 1985) è un'ex hockeista su prato argentina.

## Palmarès

### Olimpiadi
- 1 medaglia:
  - 1 bronzo (Pechino 2008)

### Mondiali
- 2 medaglie:
  - 1 oro (Rosario 2010)
  - 1 bronzo (Madrid 2006)

### Champions Trophy
- 4 medaglie:
  - 2 ori (Sydney 2009; Nottingham 2010)
  - 2 argenti (Quilmes 2007; Amstelveen 2011)

### Giochi panamericani
- 1 medaglia:
  - 1 oro (Rio de Janeiro 2007)

### Coppa panamericana
- 1 medaglia:
  - 1 oro (Hamilton 2009)